# حرجيل
حِرْجِيل أو تدرج كوكلاس (الاسم العلمي: Pucrasia macrolopha)، طائر من فصيلة التدرجية. وهو العضو الوحيد في جنس بوكراسيا (Pucrasia). يضم تسع سلالات، أعطانها في كشمير والهند (كولو) وغرب الهملايا ومنغوليا والصين وعلى ارتفاعات عالية من أفغانستان إلى وسط النيبال. طوله نحو 80 سم. ثوبه يرتكز على الصهبة العابقة تعلوها نمشة سمراء ورقشة وتسنيج يتراكب فيهما الأبيض والأسود والأحمر. رأسه وزوره وقفنة إلى السواد اللامع. يتميز الذكر بثلاث زوائد ريشية قرنيبة الشكل تعلو الرأس عند صدغيه وقفنه. قوته البذور والحبوب والأعشاب والنوامي النباتية وبعض الحشرات والديدان. يألف الأحراج والغابات القريبة من مجاري الماء. مجثمه الأغصان الأفقية الارتكاز. يدثّن في التربة. أفحوصه صاجي الشكل. انثاه تحضن نحو 16 بيضة ترخيمها يستمر نحو أربعة أسابيع.

## معرِض الصور

صور مختلفة للحرجيل
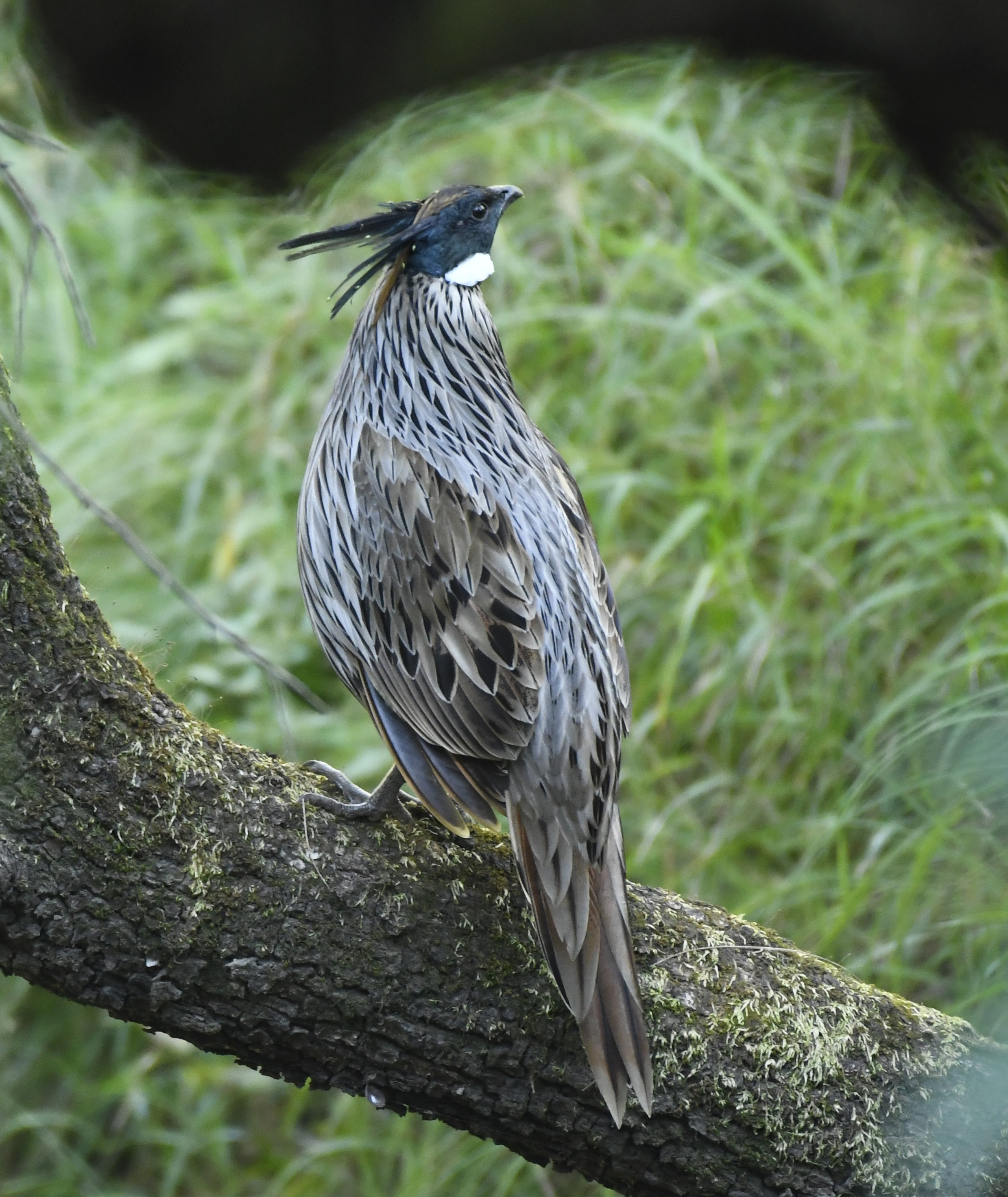
أُتْرَخَنْد
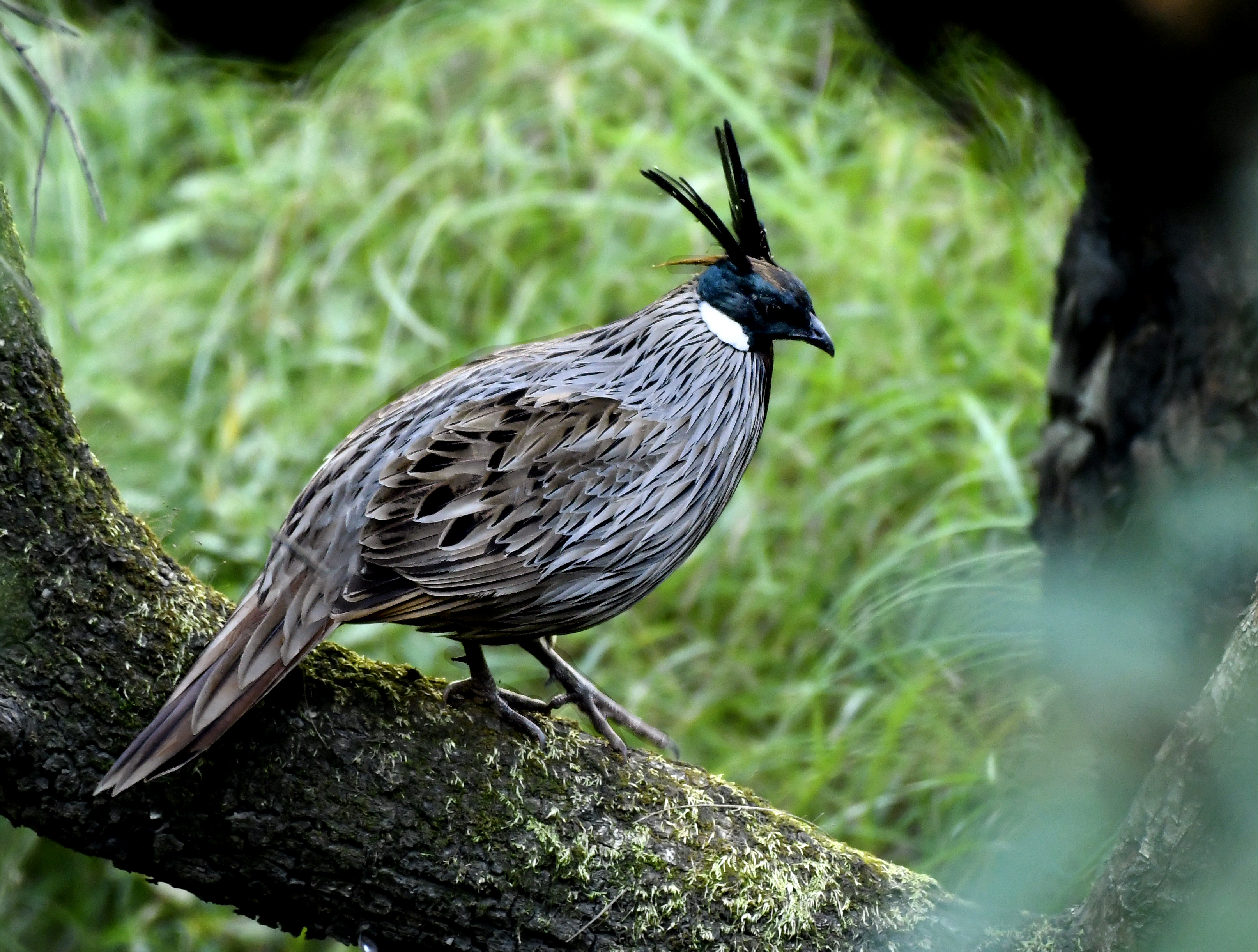
أُتْرَخَنْد
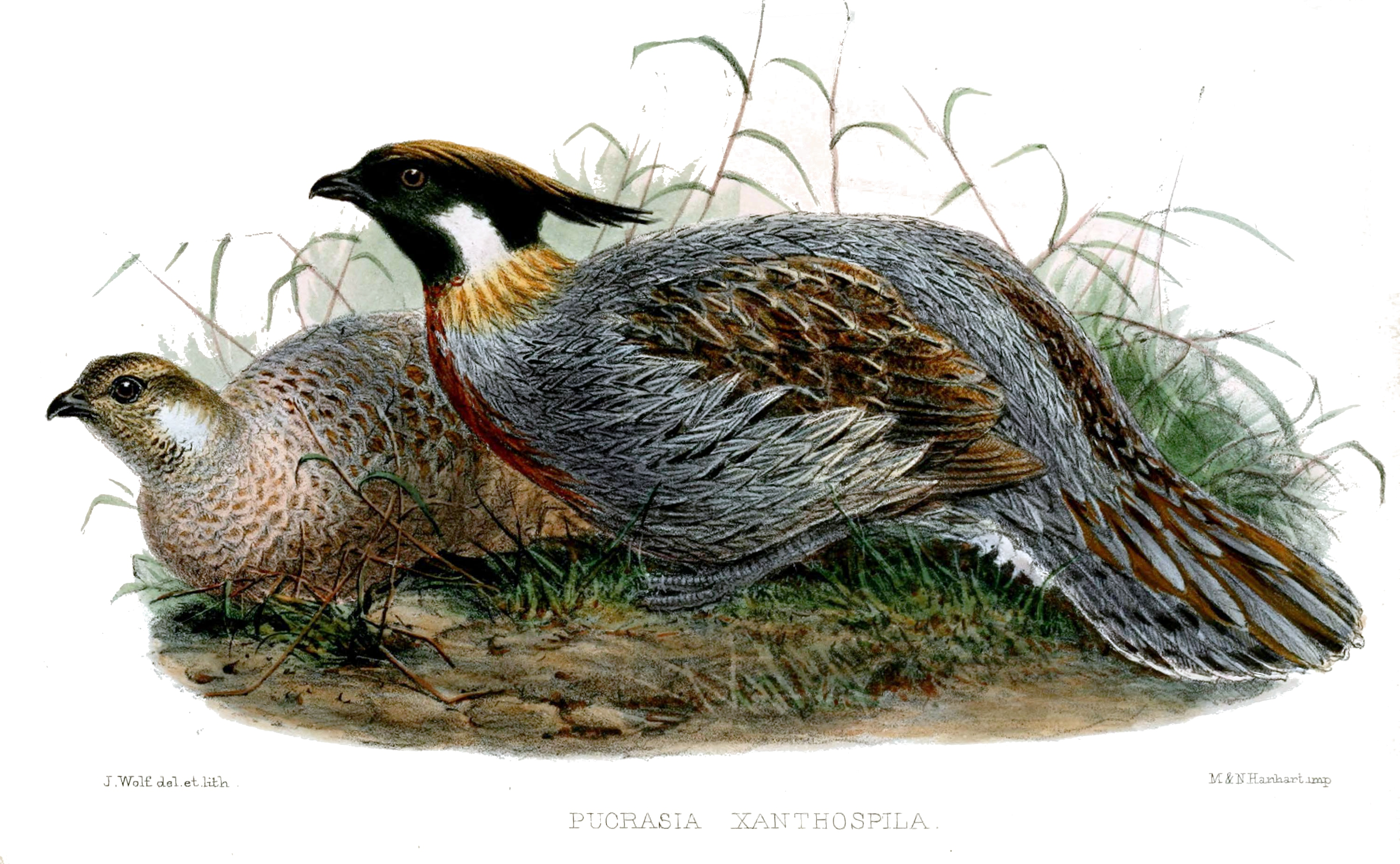
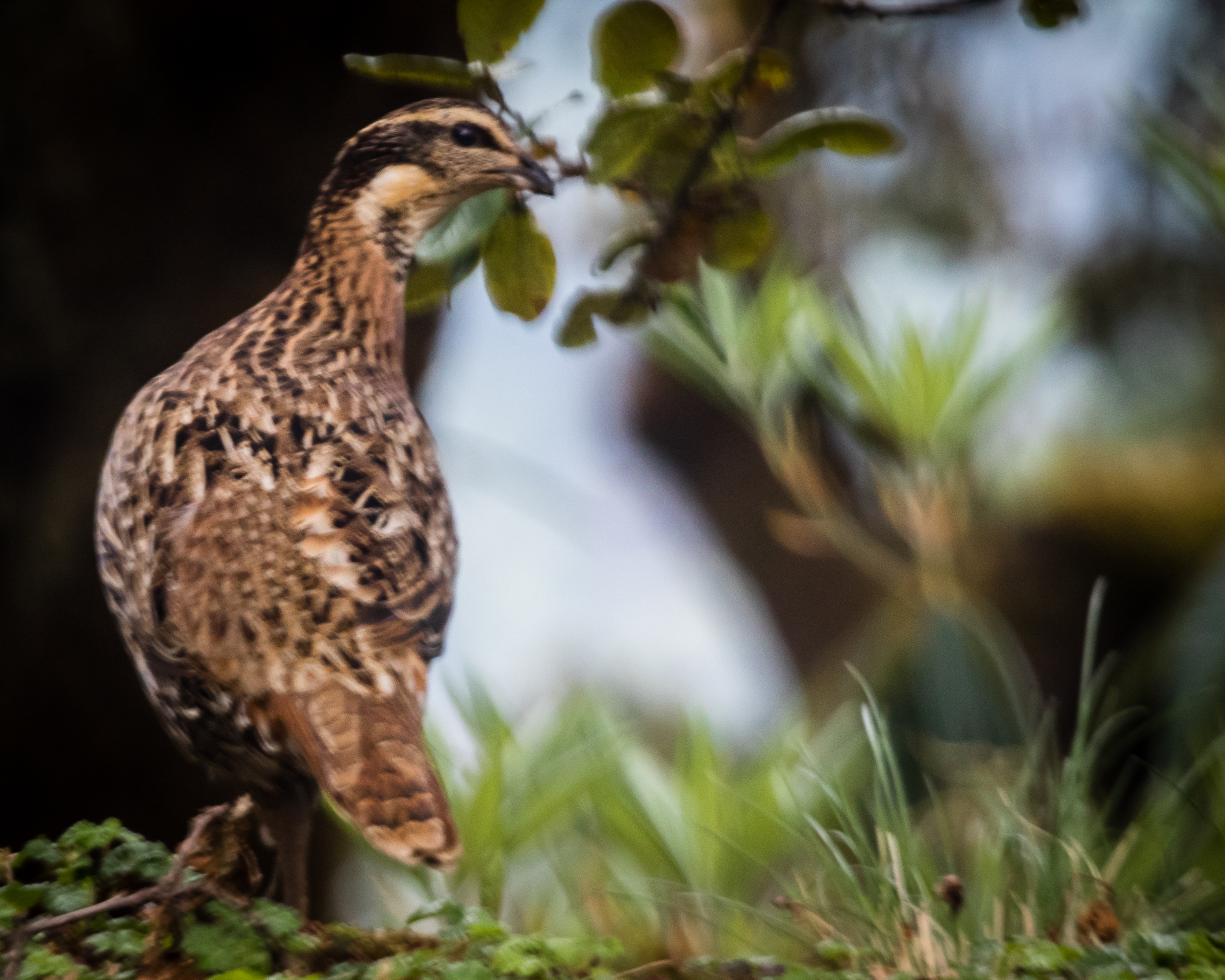
الانثى
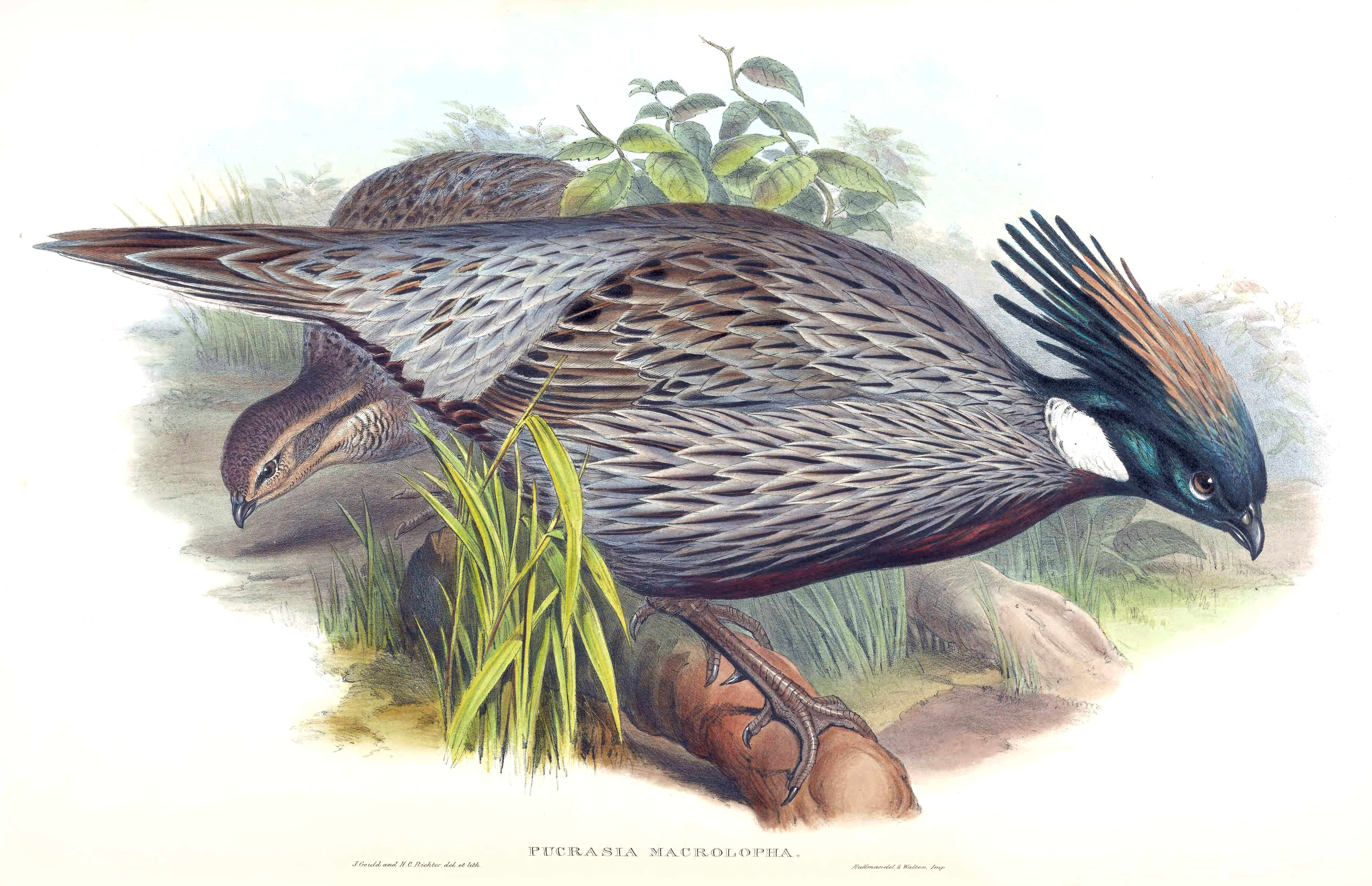
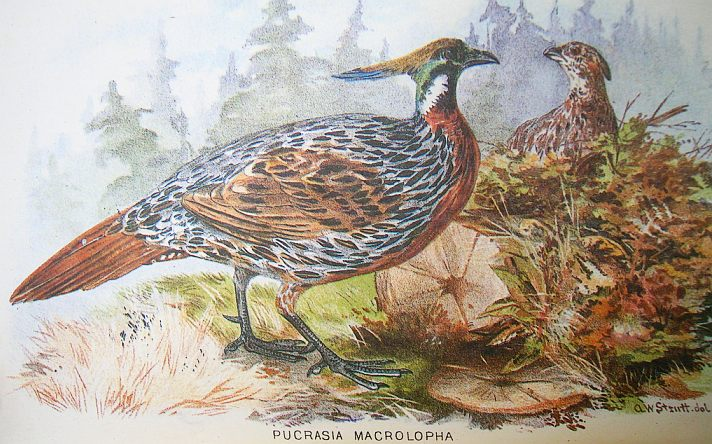